# Operace Kedem
Operace Kedem (hebrejsky: מבצע קדם, Mivca Kedem) byla vojenská akce izraelské armády a židovských jednotek Irgun  provedená v červenci 1948 během první arabsko-izraelské války, krátce po vzniku státu Izrael. Jejím cílem bylo dobytí Starého Města v Jeruzalémě. Akce nebyla úspěšná.

## Dobové souvislosti
Počátkem července 1948 skončilo první příměří. Izrael během něj posílil svou armádu, rozšířil výzbroj a munici a se skončením příměří přešel do mohutné ofenzívy, takzvané Bitvy deseti dnů. Jeruzalém jako takový již nebyl obležen a fungovalo provizorní spojení s pobřežní nížinou. Během Bitev deseti dnů Izraelci poněkud rozšířili v oblasti Jeruzaléma teritorium pod svou kontrolou. V noci z 9. na 10. července skupina skautů z hnutí Gadna ovládla Herzlovu horu a arabskou vesnici al-Malicha, dnešní židovskou čtvrť Malcha v jihozápadní části města. Staré Město ale zůstávalo v arabském držení a tamní židovská komunita byla již koncem května vysídlena.

## Průběh operace
Poslední noc předtím, než mělo v platnost vstoupit druhé příměří, se Izraelci pokusili naposledy o útok na Staré Město. Velitel Jeruzaléma David Šalti'el obdržel telegram od Davida Ben Guriona, ve kterém vyzýval k dodržení blížícího se příměří, zatímco Jigael Jadin ve své depeši doporučoval ještě narychlo vytvořit izraelské předpolí ve Starém Městě. Akce byla skutečně spuštěna v noci ze 16. na 17. července. Jednotka Irgunu se dokázala probít skrz Novou bránu, ale zvládla proniknout jen na krátkou vzdálenost do nitra Starého Města. Pak se pro nedostatek podpory musela stáhnout. Selhal paralelně probíhající pokus Brigády Ecioni o průnik skrz Sijónskou bránu. Neúspěšný výsledek operace Kedem předurčil osud Jeruzaléma na roky 1948–1967 coby rozděleného města, jehož historické jádro zůstalo v arabském držení a bez židovské přítomnosti.